# Zenon Plech

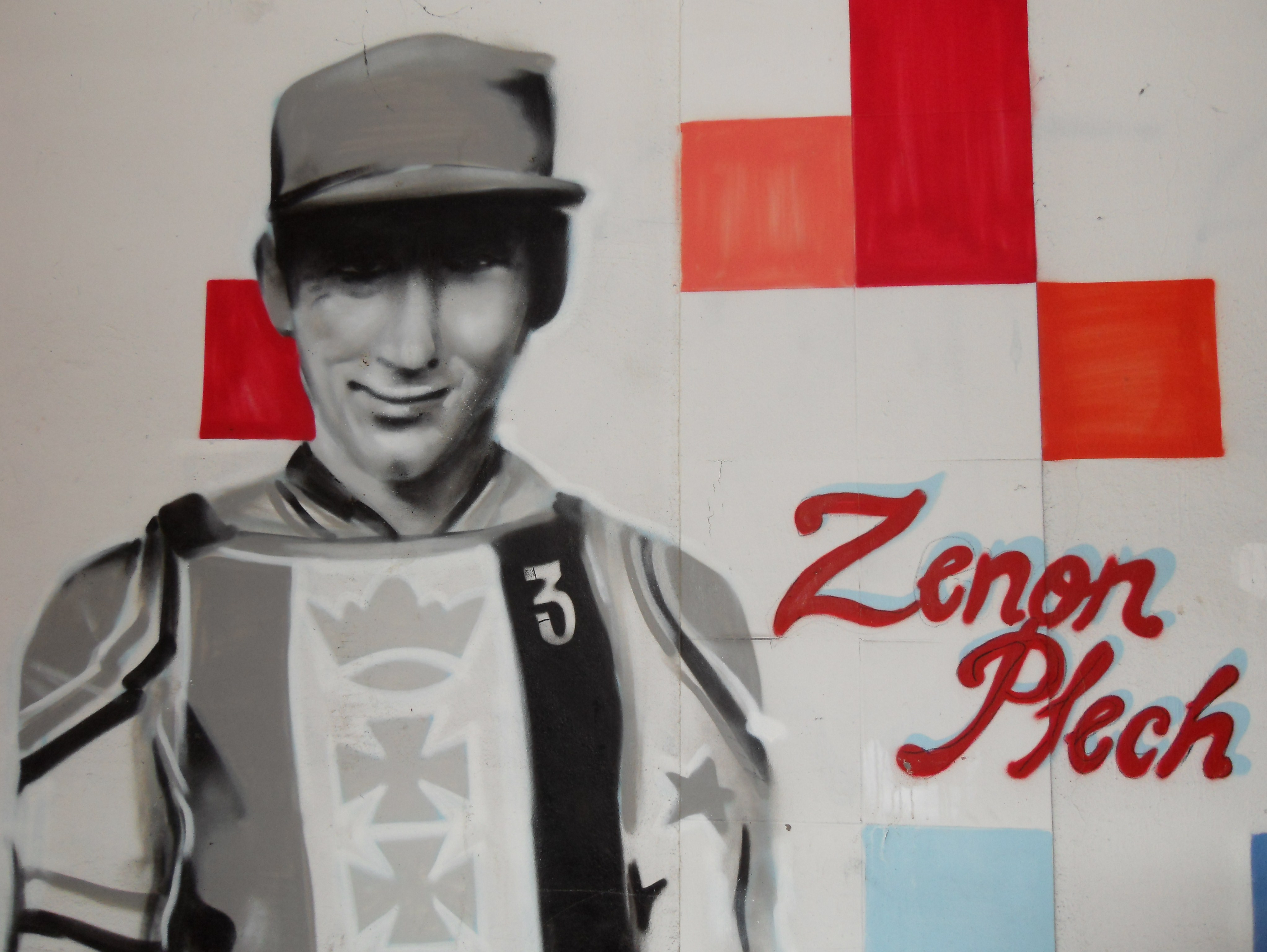
Zenon Plech – mural w Gdańsku

Zenon Plech (ur. 1 stycznia 1953 w Zwierzynie, zm. 25 listopada 2020 w Gdańsku) – polski żużlowiec i trener sportu żużlowego.
W trakcie kariery zawodnik często określany pseudonimem Super-Zenon oraz Golden Boy.

## Życiorys
Wychowanek Stali Gorzów Wielkopolski, w której startował od 1970 do 1976. Następnie przeniósł się do Wybrzeża Gdańsk, które reprezentował do końca kariery w 1987. Pięciokrotny mistrz Polski (1972, 1974, 1979, 1984, 1985), ponadto w latach 1981 i 1983 srebrny medalista. Trzykrotnie zdobywał Złoty Kask (1973, 1974, 1978), a w 1975 zajął drugie miejsce. W jego dorobku jest też Srebrny Kask w 1971.
Wielokrotny reprezentant Polski na arenie międzynarodowej. Ośmiokrotny uczestnik finałów indywidualnych mistrzostw świata, w tym dwukrotny medalista (brązowy w 1973 i srebrny w 1979 – oba medale na torze w Chorzowie), ponadto medalista mistrzostw drużynowych (srebrny i trzy brązowe) oraz mistrzostw par (srebrny i cztery brązowe).
Plech ma na koncie starty w brytyjskiej lidze żużlowej, gdzie znany był pod przydomkiem Golden Boy. Był zawodnikiem drużyny „Jastrzębi” (Hackney Londyn) w latach 1975–1976 oraz 1979–1981. W sezonie 1982 bronił barw „Tygrysów” z Sheffield.
Po zakończeniu kariery pełnił funkcję trenera w klubach Wybrzeże Gdańsk, Stal Gorzów, WTS Wrocław i Polonia Bydgoszcz. W 2001 prowadził kadrę Polski w Drużynowym Pucharze Świata i zdobył z drużyną srebrny medal. W 1999, gdy prowadził WTS, miał wkład w zdobycie przez zespół srebrnego medalu Drużynowych Mistrzostw Polski, ale na kilka meczów przed końcem sezonu rozstał się z drużyną. Pod jego okiem karierę na dużym torze zaczynał m.in. Krzysztof Cegielski.
Był Radnym Miasta Gdańska II kadencji, w latach 1994–1998.
W roku 2005 założył Fundację Zenona Plecha – Wspierania Rozwoju Kultury Fizycznej i Sportu. Jego fundacja w 2006 utworzyła szkółkę miniżużlową przy Wybrzeżu Gdańsk dla najmłodszych adeptów sportu żużlowego. Prowadzona przez niego drużyna miniżużlowa w sezonie 2006 sięgnęła po brązowy medal DMP, a w sezonie 2007 po srebrny medal tych rozgrywek. W sezonie 2008, gdańska drużyna miniżużla, której trenerem był Jarosław Olszewski, prowadzona przez Fundację Zenona Plecha, zdobyła tytuł drużynowych mistrzów Polski. Zawodnik i wychowanek z Gdańska, Krystian Pieszczek, zdobył w tym samym sezonie srebrny medal IMP w miniżużlu.
Przed sezonem 2008 objął funkcję trenera w drużynie Polonii Bydgoszcz, która pierwszy raz w historii nie startowała w najwyższej klasie rozgrywkowej. Zrealizował plany włodarzy klubu doprowadzając drużynę do awansu do żużlowej ekstraligi. Trenerem bydgoskiej Polonii był też w sezonie 2009, zdobywając z beniaminkiem czwarte miejsce w rozgrywkach..
W 2010 roku opublikował swoją autobiografię pt. Zenon Plech. W cieniu złota, opisującą lata jego kariery zarówno zawodniczej, jak i trenerskiej, a także swoje życie prywatne. 
1 września 2018 został włączony do Galerii Sław Żużlowej Reprezentacji Polski.
Na mocy Postanowienia Prezydenta RP Aleksandra Kwaśniewskiego z 13 grudnia 2000 roku został odznaczony Krzyżem Kawalerskim Orderu Odrodzenia Polski, natomiast na mocy Postanowienia Prezydenta RP Andrzeja Dudy z 27 marca 2019 roku został odznaczony Krzyżem Oficerskim Orderu Odrodzenia Polski.
Zmarł 25 listopada 2020. Pochowany 28 listopada tego samego roku w Alei Zasłużonych na gdańskim cmentarzu Srebrzysko.

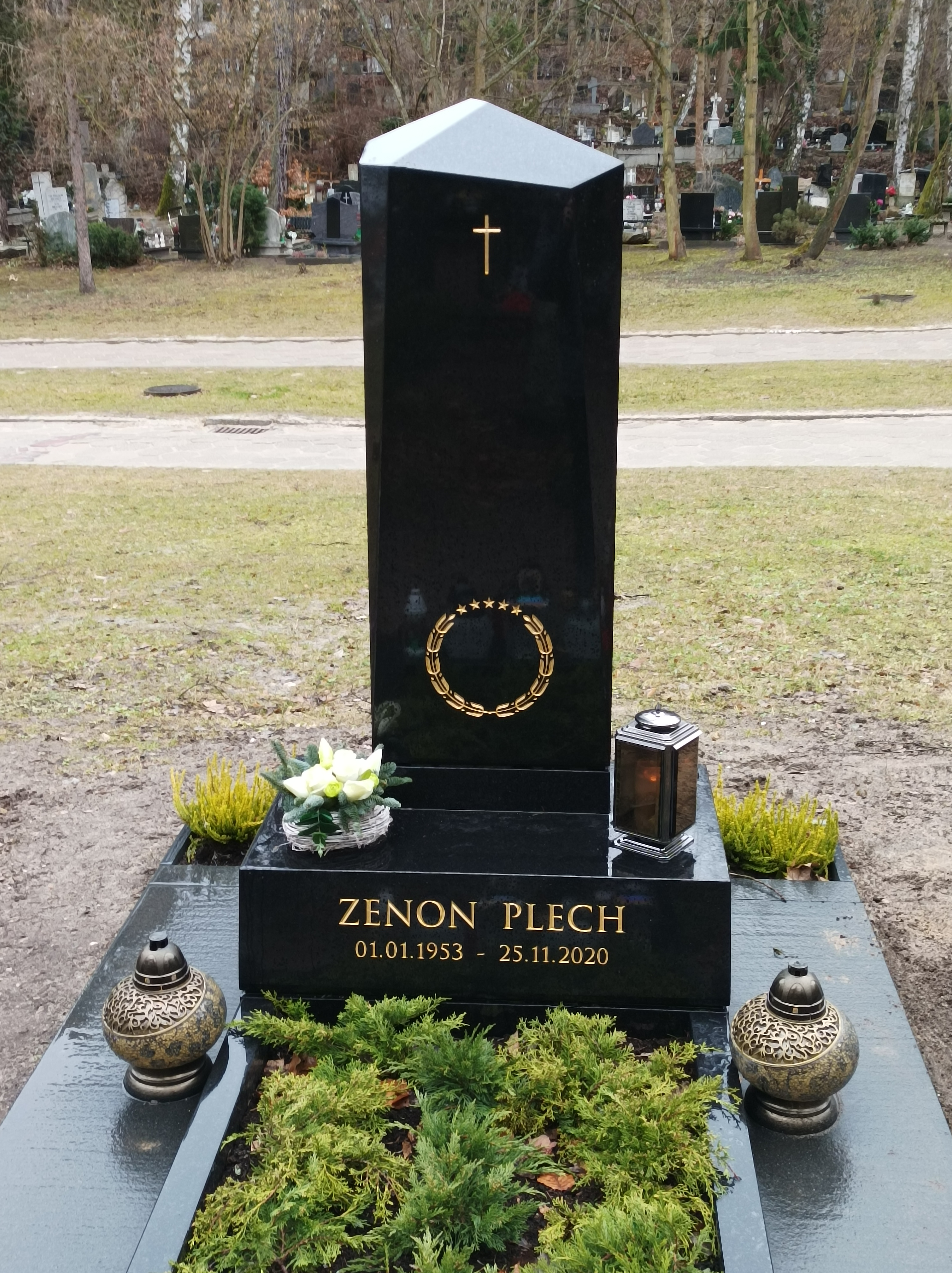
Grób Zenona Plecha na Cmentarzu Srebrzysko

## Osiągnięcia
Indywidualne mistrzostwa świata
- 1973 –  Chorzów – 3. miejsce – 12 pkt → wyniki
- 1974 –  Göteborg – 8. miejsce – 8 pkt → wyniki
- 1975 –  Wembley – 14. miejsce – 4 pkt → wyniki
- 1976 –  Chorzów – 5. miejsce – 11 pkt → wyniki
- 1979 –  Chorzów – 2. miejsce – 13 pkt → wyniki
- 1980 –  Göteborg – 15. miejsce – 1 pkt. → wyniki
- 1981 –  Wembley – 15. miejsce – 3 pkt → wyniki
- 1983 –  Norden – 15. miejsce – 1 pkt → wyniki

Drużynowe mistrzostwa świata
- srebro: 1976
- brąz: 1972, 1974, 1978, 1980

Mistrzostwa świata par
- srebro: 1980
- brąz: 1973, 1979, 1981

Indywidualne mistrzostwa Polski
- złoto: 1972 Bydgoszcz, 1974 Gorzów, 1979 Gorzów, 1984 Gorzów, 1985 Gorzów
- srebro: 1981 Leszno, 1983 Gdańsk

Młodzieżowe indywidualne mistrzostwa Polski
- najlepszy wynik: 4. miejsce (1970)

Złoty Kask
- złoto: 1973, 1974, 1978
- srebro: 1975

Srebrny Kask
- złoto: 1971

## Inne ważniejsze turnieje
Memoriał Alfreda Smoczyka w Lesznie
- 1972 – 1. miejsce – 15 pkt → wyniki
- 1973 – 2. miejsce – 12 pkt → wyniki
- 1978 – 1. miejsce – 14 pkt → wyniki
- 1979 – 1. miejsce – 15 pkt → wyniki